# باچکی برگ
باچکی برگ (به صربی: Bački Breg) یک روستا در صربستان است که در استان خودمختار وویوودینا واقع شده‌است. باچکی برگ ۵۲٫۵۵ کیلومتر مربع مساحت و ۱٬۱۴۰ نفر جمعیت دارد و ۹۲ متر بالاتر از سطح دریا واقع شده‌است.